# 政府大楼 (泰国)
政府大楼（皇家轉寫：thamniap ratthaban）是泰国曼谷的一处威尼斯哥特式建筑群，泰国总理府所在地，泰国总理和内阁的办公场所，占地面积4.5万平方米。
政府大楼设有会议室，用于国务及外务迎宾活动。

## 历史
政府大楼原称“雄狮楼”（泰語： Baan Norasingha），原本是六世王亲信拉戈将军（Chao Phraya Ram Rakop）的府邸。1923年，六世王命意大利建筑师安尼巴莱·里戈蒂设计此楼。但到1925年，拉玛六世驾崩，里戈蒂离开暹罗，政府大楼亦因而停工。1941年，总理銮披汶·颂堪决定将此楼用作总理府邸，并由意大利人科拉多·费罗奇接手工程。大楼的金色穹顶内供奉有四面佛，立面为威尼斯哥特式风格，和威尼斯黄金宫有所相似。
2008年泰国政治危机期间，反对他信总理的人民民主联盟成员曾不顾王室劝阻而攻占政府大楼，迫使内阁迁往廊曼国际机场办公，随后廊曼国际机场亦被示威者占据，内阁一度无处办公。2008年12月1日，示威者离开政府大楼。2013年12月，反政府示威人员再度攻占政府大楼。

## 主楼
政府大楼的主楼名为泰库法楼。泰国总理并不住在这里，而是住在附近的彭世洛别墅。
主楼为两层建筑，结合了威尼斯哥特式艺术和拜占庭艺术的风格。顶层有供奉四面佛的小型神坛。底层设有三个休息室，大楼南侧的金顶厅，供总理的宾客使用；象牙厅在金顶厅前，供正式访客使用；紫厅在大楼右侧，供副总理和其他大臣的宾客使用。大楼内设有一处小会议室，供总理的委员会使用。大楼的二层是总理办公室、官员办公室和旧内阁会议室。

## 图册

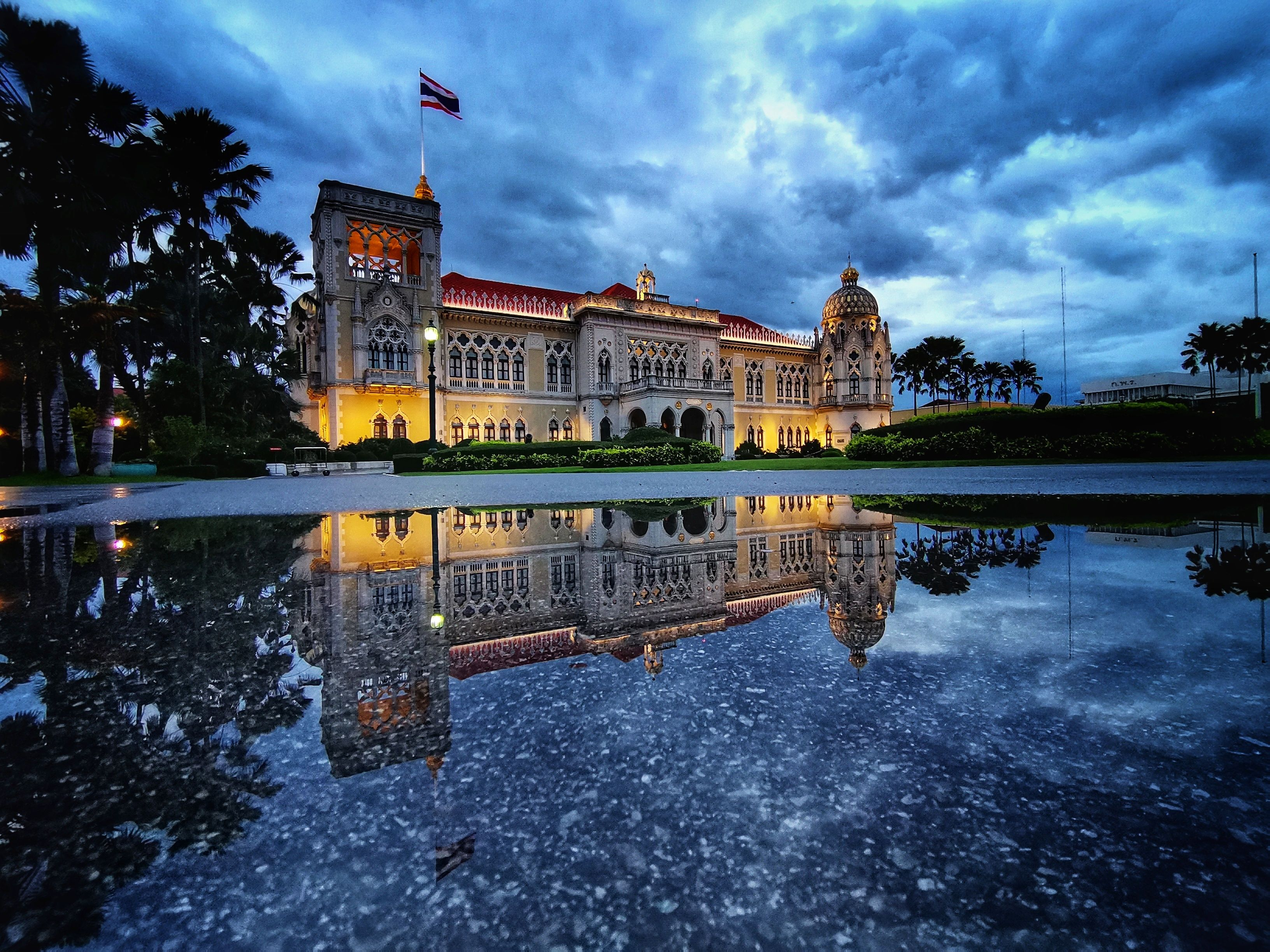
夜间的泰库法楼，摄于2021年
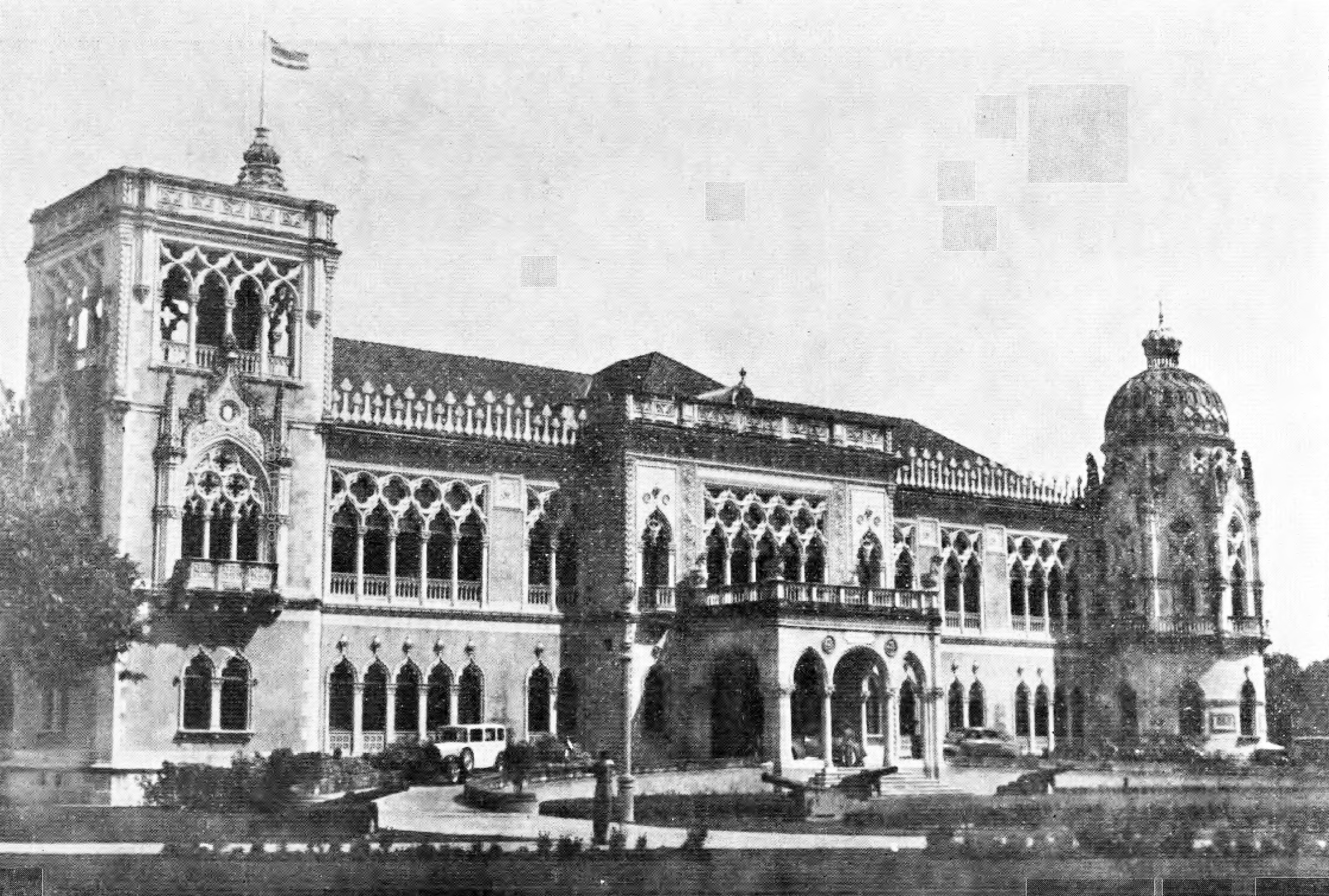
1943年的泰库法楼
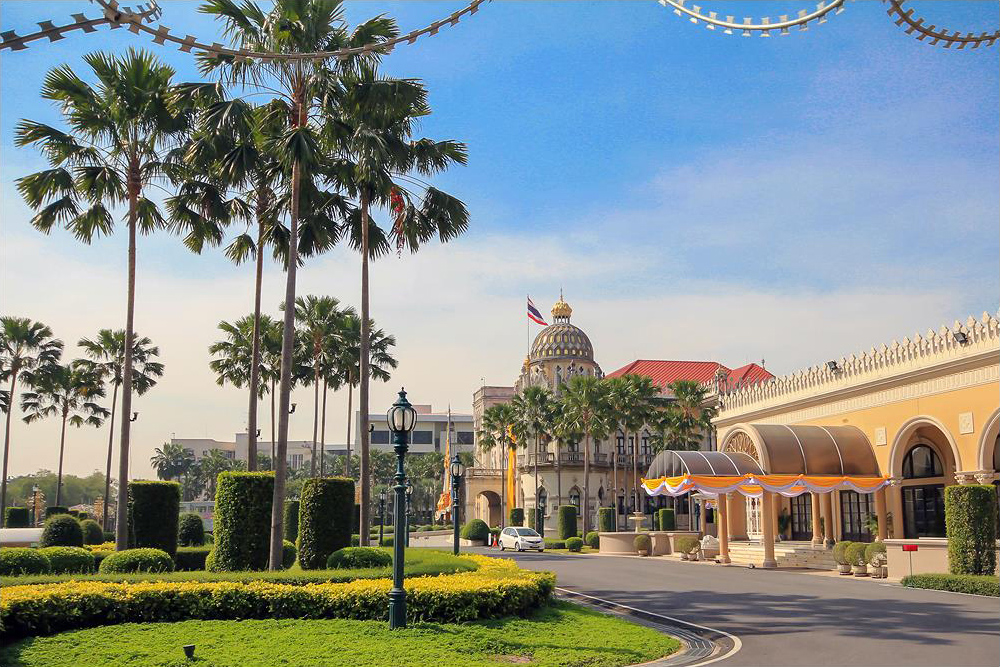
泰库法楼和身旁的桑迪迈迪楼（Santi Maitree Building）
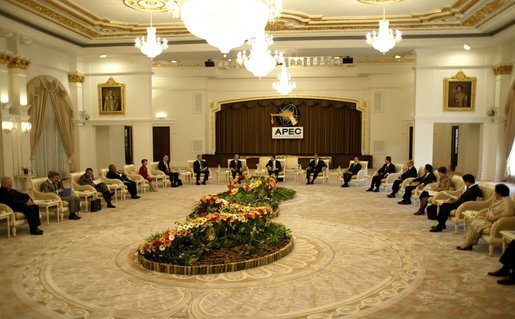
2003年亚太经济合作组织会议
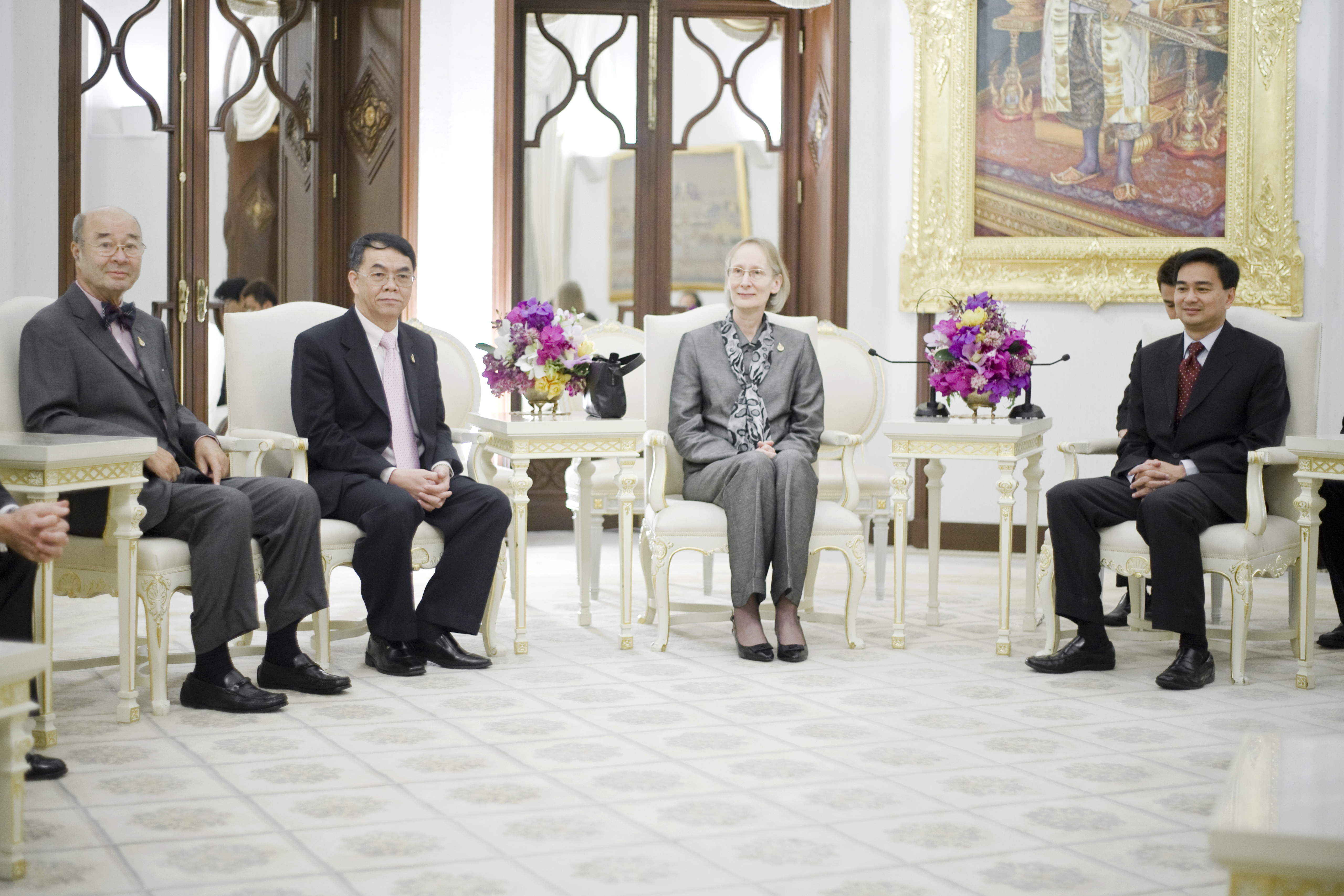
阿披实总理（右）在象牙厅会见来宾
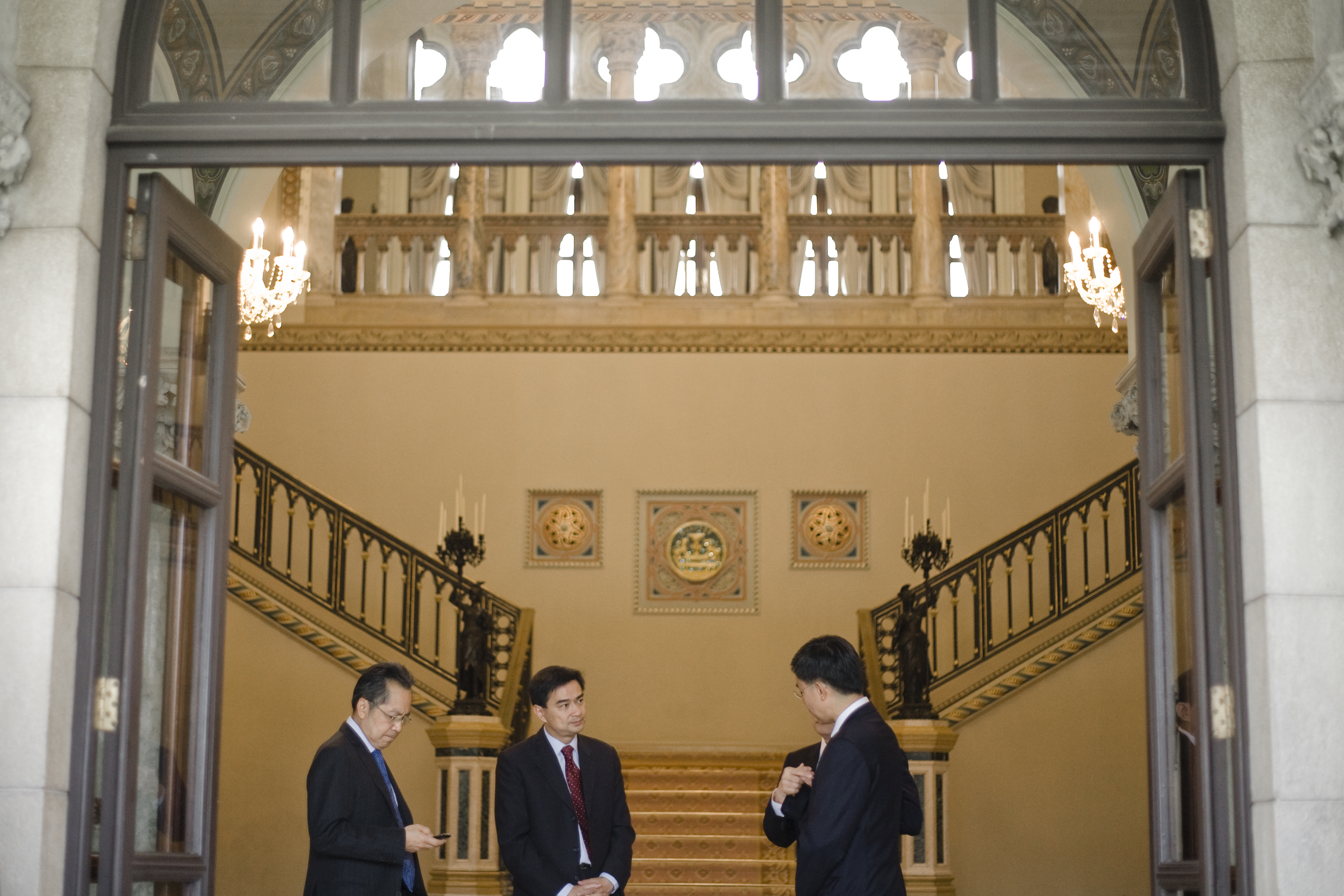
入口
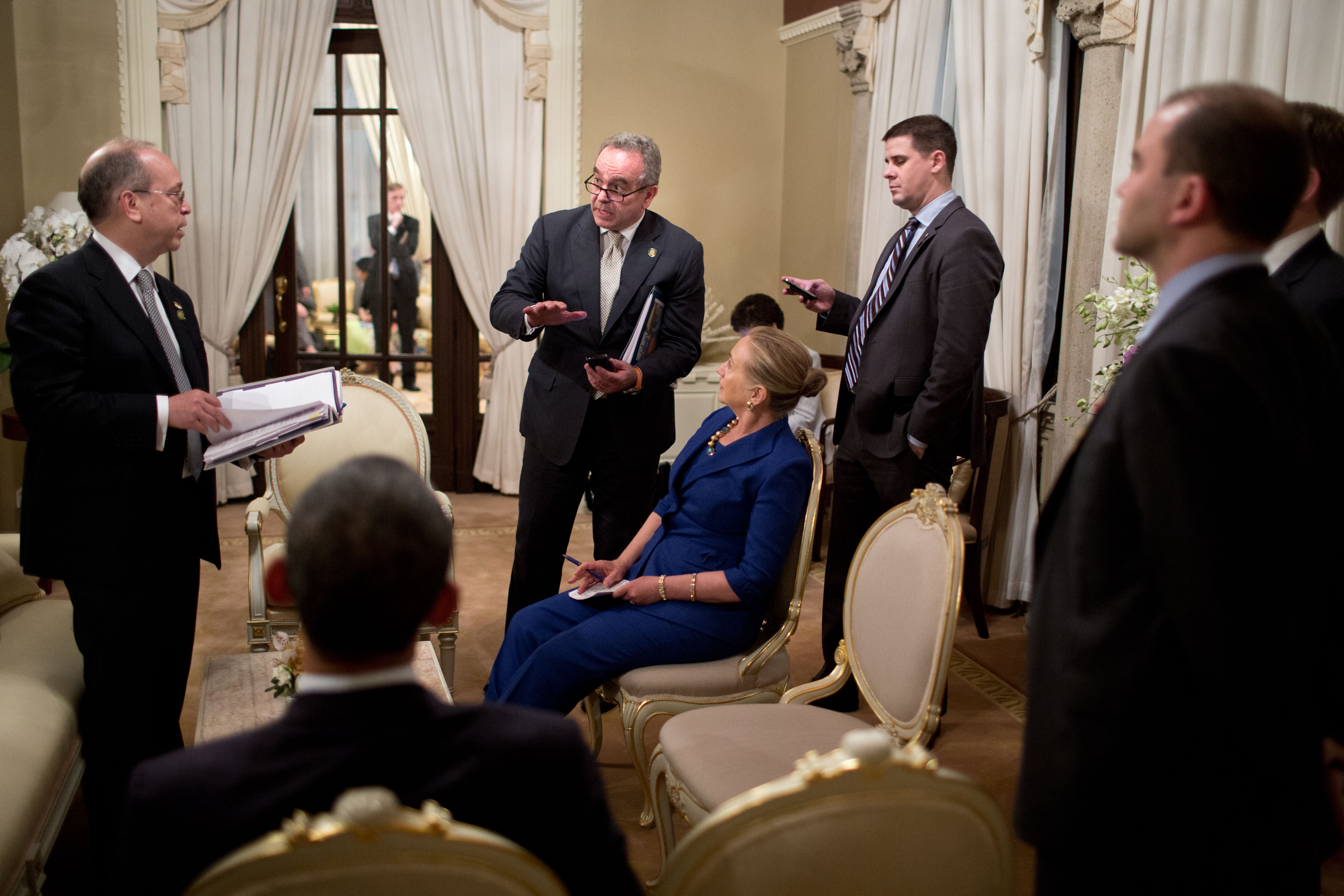
美国总统贝拉克·奥巴马率众访问
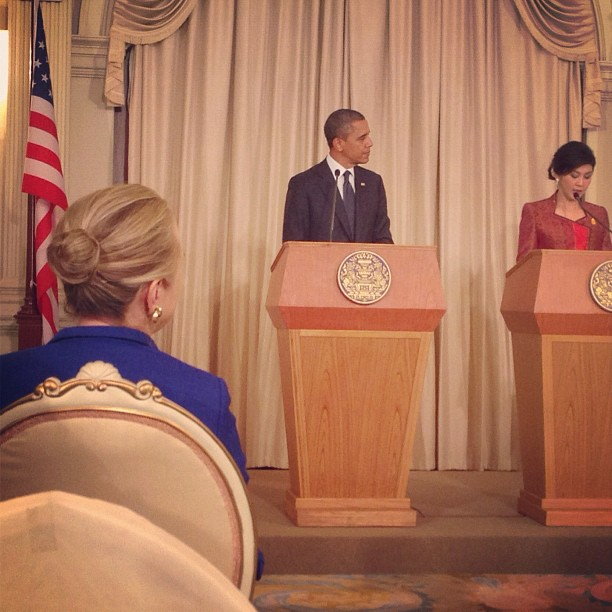
新闻发布会大厅